# Acrodactyla carinator
Acrodactyla carinator är en stekelart som först beskrevs av Aubert 1965.  Acrodactyla carinator ingår i släktet Acrodactyla och familjen brokparasitsteklar. Arten är reproducerande i Sverige. Utöver nominatformen finns också underarten A. c. meridionator.